# Begonia varipeltata
Begonia varipeltata là một loài thực vật có hoa trong họ Thu hải đường. Loài này được D.C.Thomas mô tả khoa học đầu tiên năm 2008.